# Alessandro Felici
Alessandro Felici (Florència (Toscana), 21 de novembre de 1742 - Idem. 21 d'agost de 1772 va ser un compositor i violinista italià que no s'ha de confondre amb el compositor romà contemporani Felice Alessandri.

## Biografia
El seu pare era Bartolomeo Felici, mestre de capella de la Basílica de Sant Marc. D'ell va aprendre orgue i composició, i també va estudiar amb el violinista Giuseppe Castrucci. Als 14 anys ja era conegut a Florència pel seu virtuosisme amb el clavicèmbal i l'orgue. Va expressar el desig de compondre per al teatre, i el 1765 el seu pare el va enviar a Nàpols, ciutat amb una intensa activitat operística, on va estudiar "dramàtica" amb Gennaro Manna. Després d'haver tornat a Florència el 1767, Felici va començar a compondre les seves obres, caracteritzades per una empenta expressiva més incisiva que la dels seus contemporanis (anticipador de l'atmosfera romàntica), la qual cosa li va garantir un èxit immediat i conspicu. Hi ha notícies de més de 10 de les seves obres teatrals, representades no només a Florència sinó també a Roma, Venècia, Torí, Milà i fins i tot Madrid i Leipzig. El 1769 la seva òpera Apol·lo a Tessàlia va inaugurar els concerts de l'"Accademia degli Ingegnosi". També es va dedicar a la producció sacra i instrumental, entre les quals destaquen les seves obres per a teclat, que van participar completament en la concepció moderna del concert que els mateixos anys es desenvolupava a Londres i Viena: les seves sonates per clavicèmbal, tal com observa Fausto Torrefranca, anticipa alguns temes de Mozart i Clementi. Al mateix temps que componia es va dedicar a ensenyar a l'escola d'orgue i composició del seu pare: el seu alumne més il·lustre va ser el famós compositor d'òpera Luigi Cherubini. La seva carrera activa va ser interrompuda de sobte per la tuberculosi, que el va matar als vint-i-nou anys. El seu únic detractor va ser el marquès Eugène de Ligniville, que en una carta a Giovanni Battista Martini va afirmar que el seu gos de caça en sabia molt més sobre contrapunt que Felici.

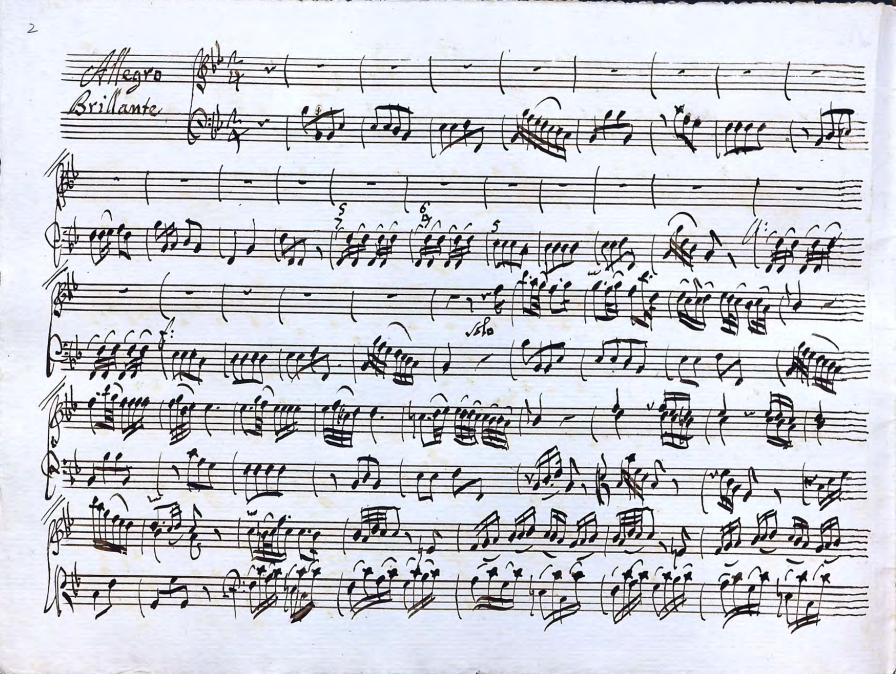
Primera pàgina, que conté la part d'instrument solista del Concert per a clavecí, violinsblig, trompas de caça, viola i baix en si bemoll major de Felici. Manuscrit datat el 1770 conservat al Fons Ricasoli de la Universitat de Louisville a Kentucky

## Discografia
L'any 1969 els Solistes de Roma (Massimo Coen, Mario Baruffa, Luigi Lanzillotta), amb Paola Bernardi al clavicèmbal, van gravar el Concert en fa major per a clavicèmbal de Felici a l'Auditori de la Discoteca Estatal de Roma. Després de ser editat en nombrosos formats per diferents segells (LP, CD), l'enregistrament va ser digitalitzat per l'Institut Central del Patrimoni del So i l'Audiovisual a la seva pàgina web.